# Château du Châtelet
Pour les articles homonymes, voir Châtelet.
Le château du Châtelet est un château de la commune d'Harchéchamp dans l'ouest du département des Vosges en région Lorraine. L'enceinte du parc enserre notamment une maison-forte du XVIIe siècle appelée château de Couvonges.
Il n'est pas à confondre avec le château homonyme du XIXe siècle, situé dans le même département à Bains-les-Bains.

## Histoire
Un premier château est construit à partir du XIIe siècle par Thierry le Diable (ou Thierry du Châtelet). Il fait élever sur un promontoire escarpé dominant le Vair, une grosse tour qui fut appelé Châtelet. La seigneurie prend alors ce nom que Thierry porte et transmet à son fils ainé Ferri (maison du Châtelet). Le château est ensuite entouré progressivement au Moyen Age de puissantes fortifications.
Le logis seigneurial est reconstruit au XVIe siècle dans le goût renaissance, et c'est ainsi qu'il nous est parvenu aujourd'hui. 1578 est la date portée par un cartouche en remploi dans le couloir d'accès à la tour sud. 
Les aménagements intérieurs sont en parties refait au XVIIIe siècle. Voltaire a fréquenté le château ce même siècle, c'est pourquoi la rue principale du village porte son nom. À la Révolution française, il appartient à la famille de Bassompierre.
Le château ne fait actuellement l'objet d'aucune inscription ou classement au titre des monuments historiques.
Dalle funéraire de Grégoire du Châtelet, réalisée vers 1569 date de son décès.
Ensemble de 2 peintures murales représentant l'Annonciation et peut être le calvaire, sans doute réalisées peu après la reconstruction du château vers 1573.
Cheminées,,,,,,.

## Description
Le château est construit à l'intérieur de son enceinte médiévale sur une hauteur dominant le Vair. De plan rectangulaire, le bel édifice renaissance est adossé à deux tours carrées. La façade ouest donnant sur le parc conserve ses larges fenêtres à meneau et son haut toit percé de lucarnes.
Quelques éléments intérieurs ont été conservés comme la grande cheminée de la cuisine, la chapelle seigneuriale avec ses fresques, et un escalier à vis.
A part le château proprement dit, le mur d'enceinte entourant la propriété enserre un pavillon d'entrée au nord, une maison-forte dite château de Couvonges (XVIIe siècle, il a servi de prison avant la Révolution française et a appartenu au général d'Empire Marie François Rouyer ; il accueille actuellement un petit musée africain), une ferme (construite ou restaurée en 1650, date portée par un aisselier de charpente), une tour du côté du village (XVe siècle) et d'un grand garage semi-enterré (un petit musée automobile privé y est logé, visitable seulement aux journées européennes du patrimoine).

## Galerie d'images

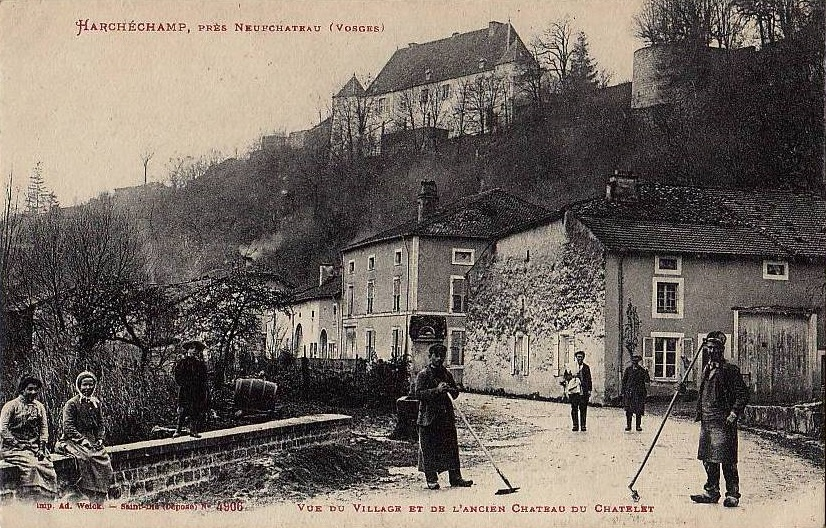
Le château du Châtelet au début du XXe siècle
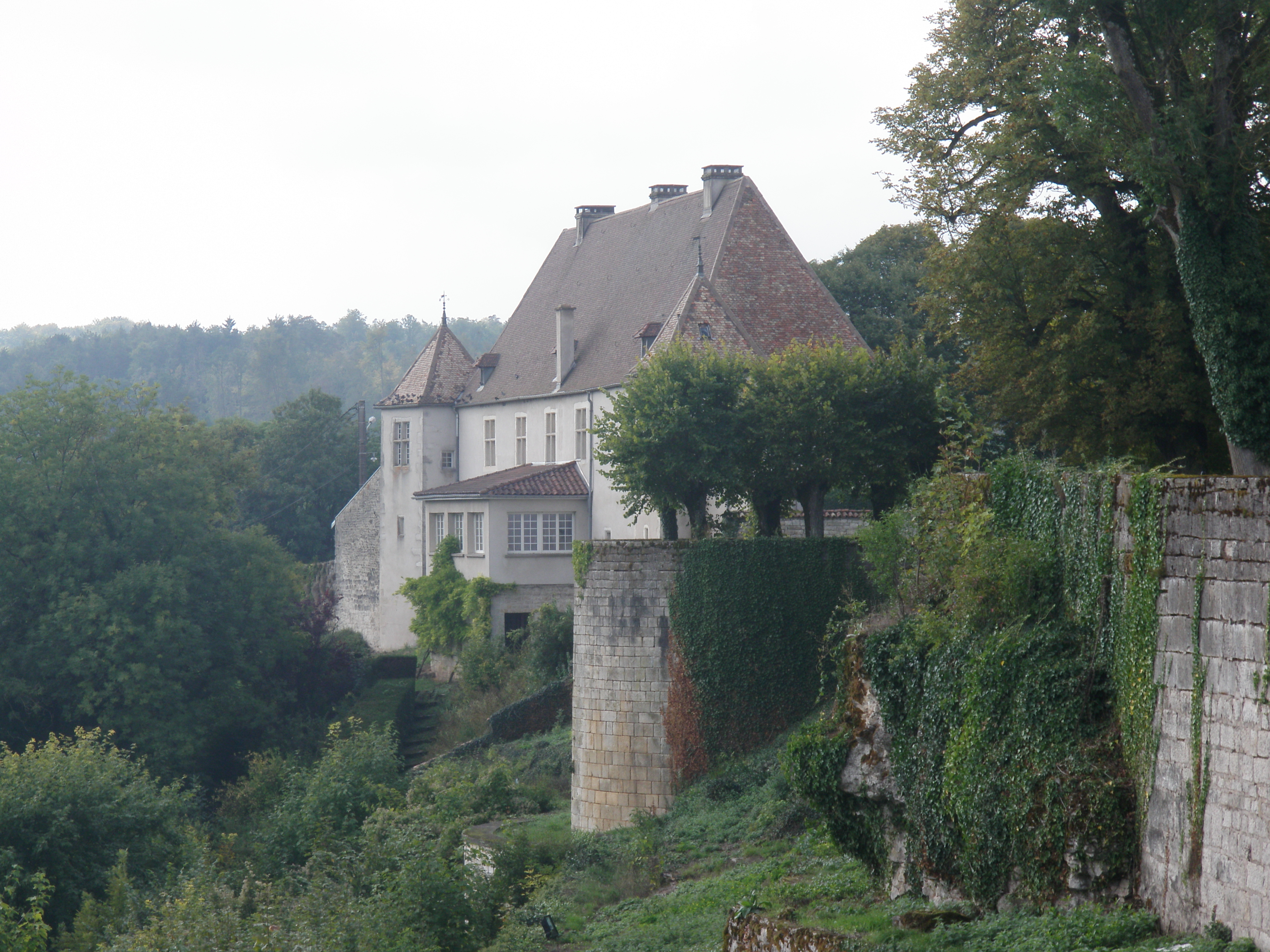
Façade est et remparts médiévaux
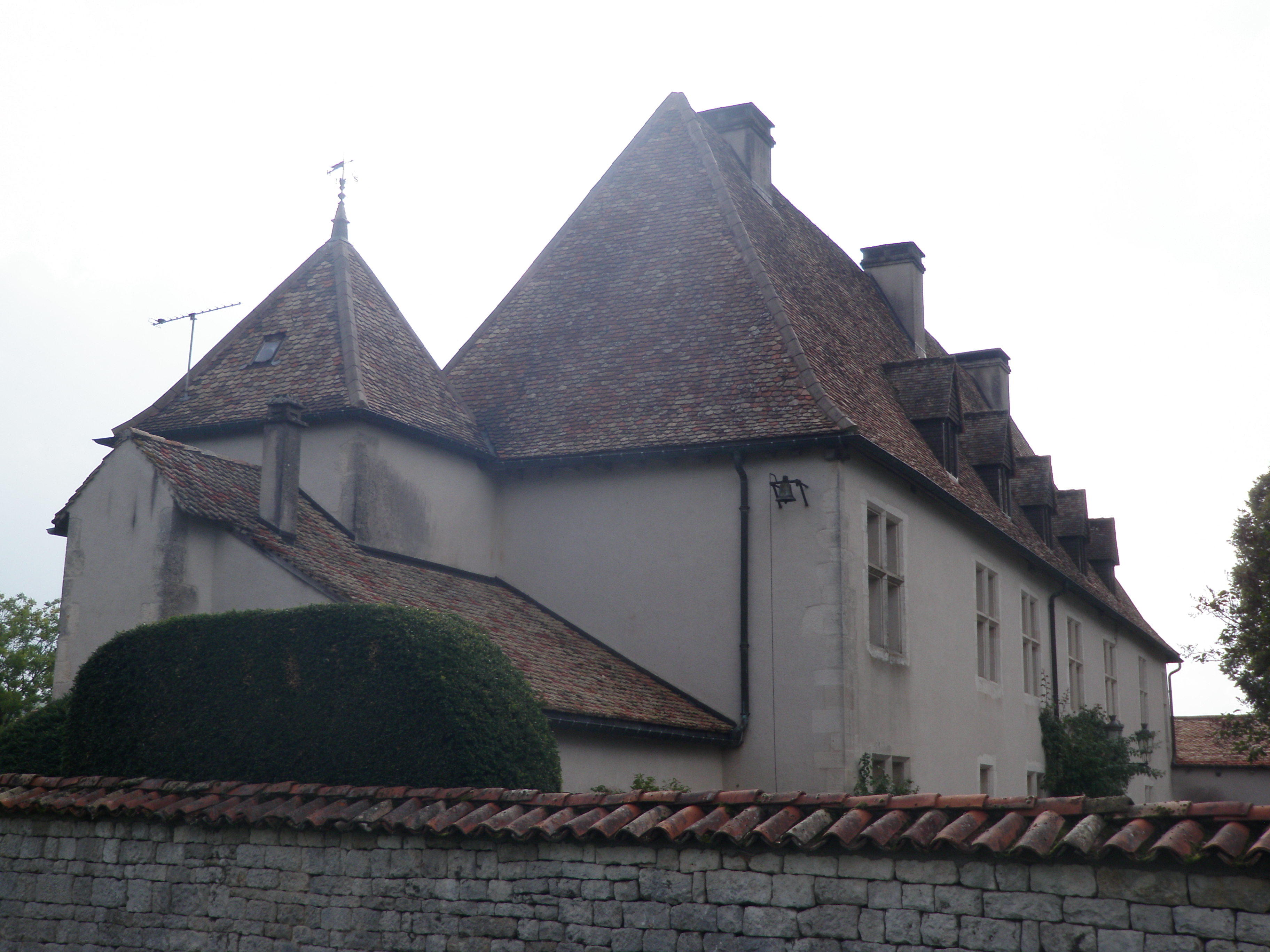
Façades nord et ouest
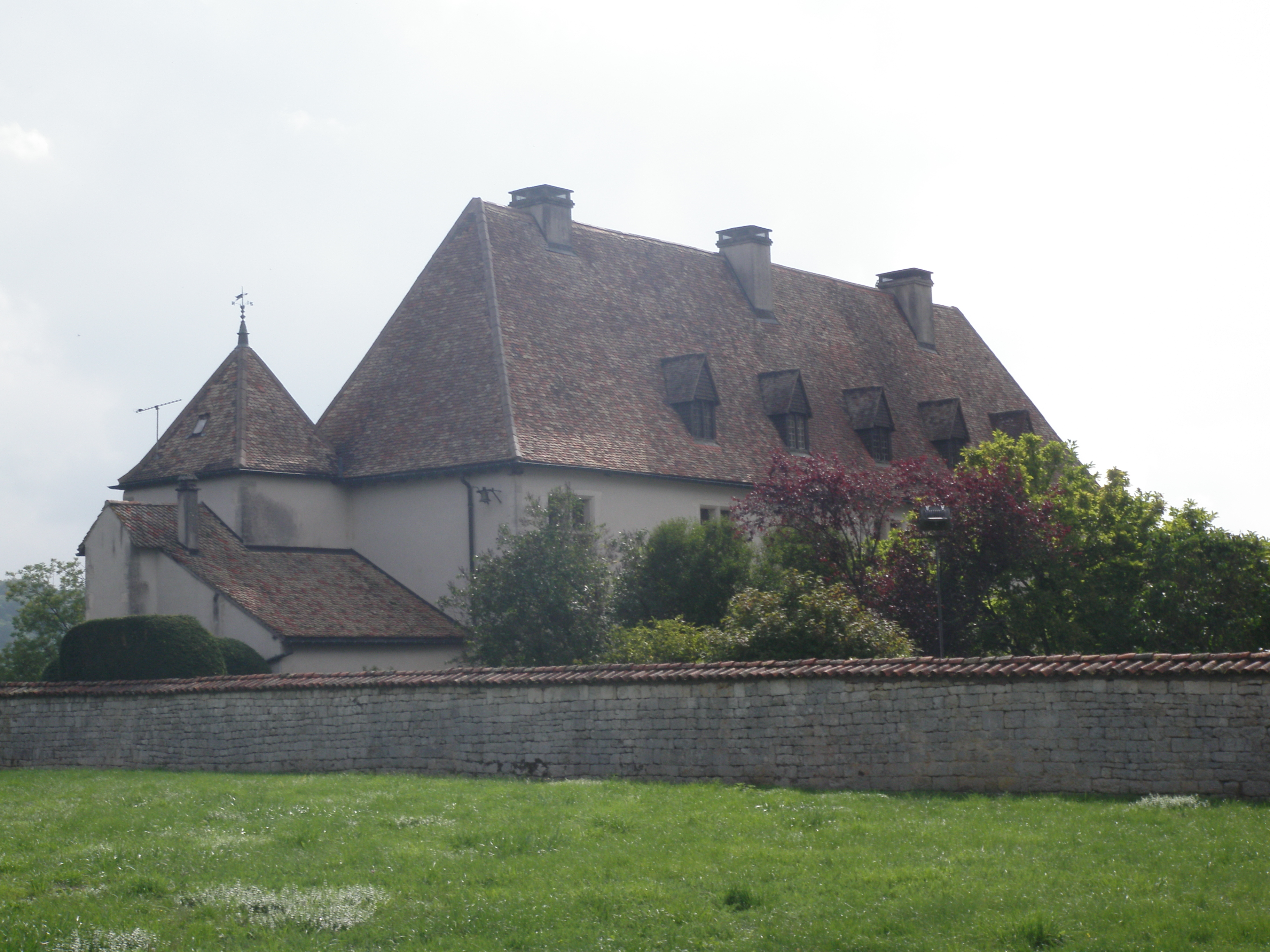
Façade ouest
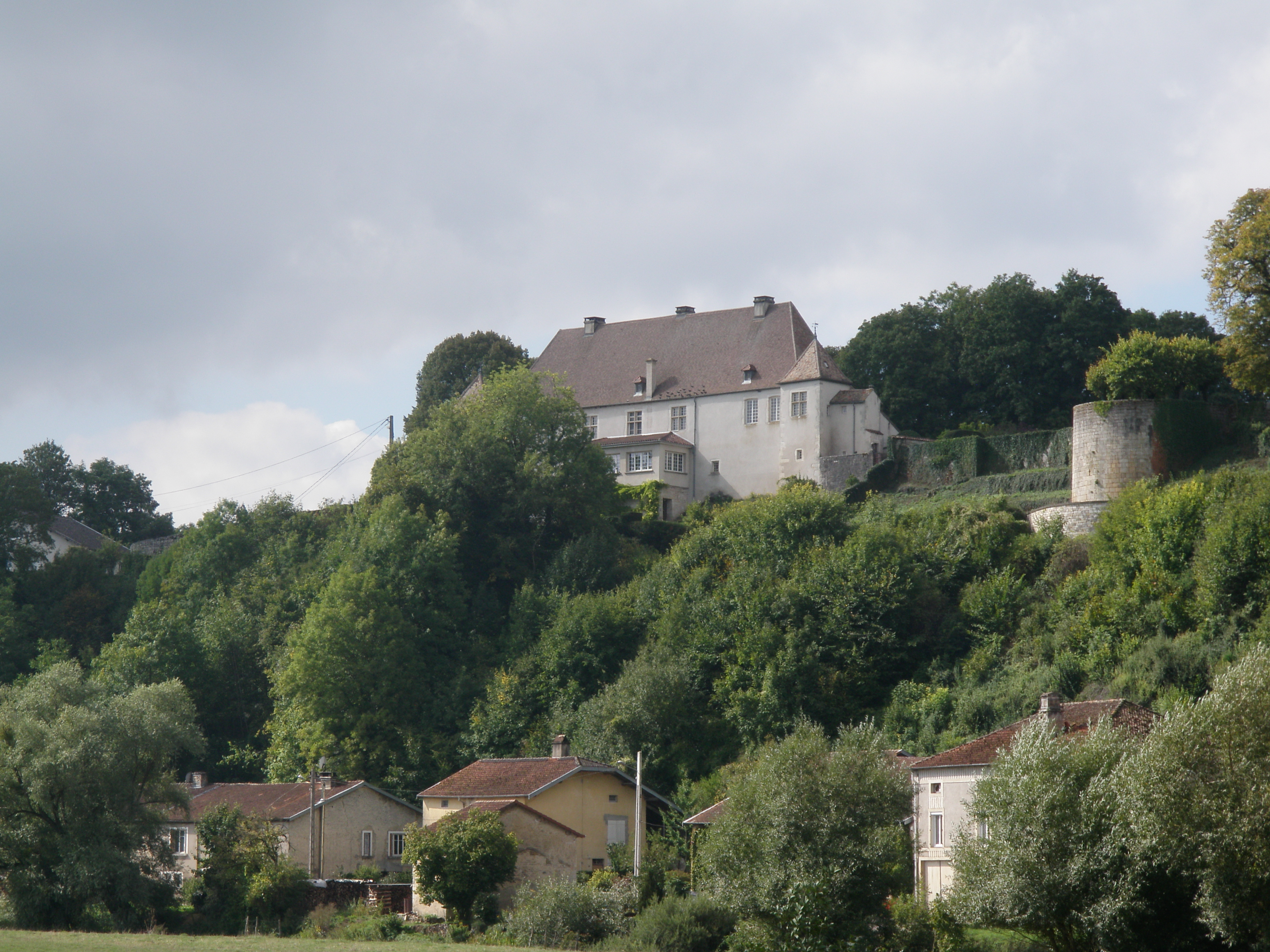
Le château depuis le village en contrebas
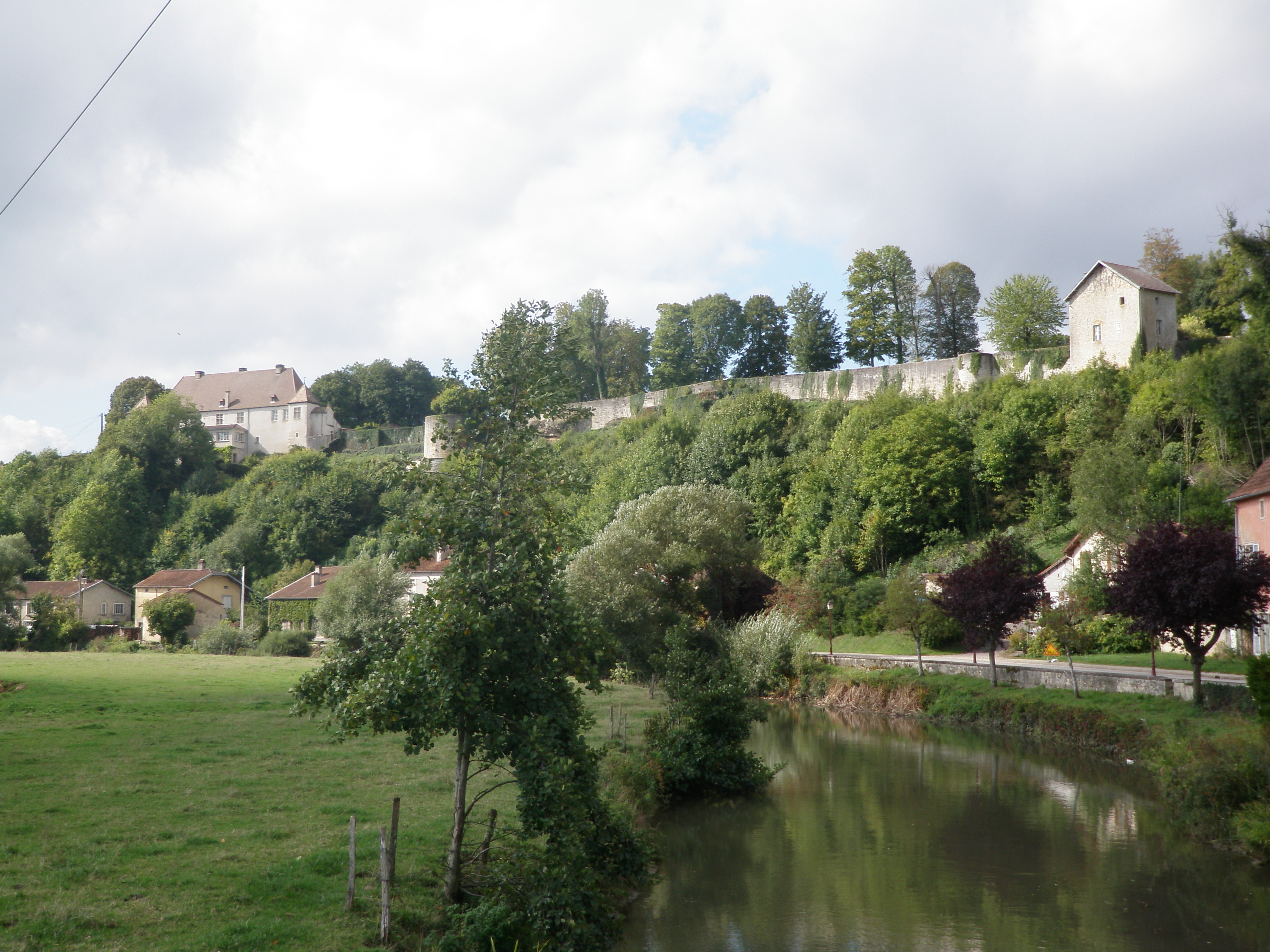
Le château et les remparts médiévaux depuis le village en contrebas
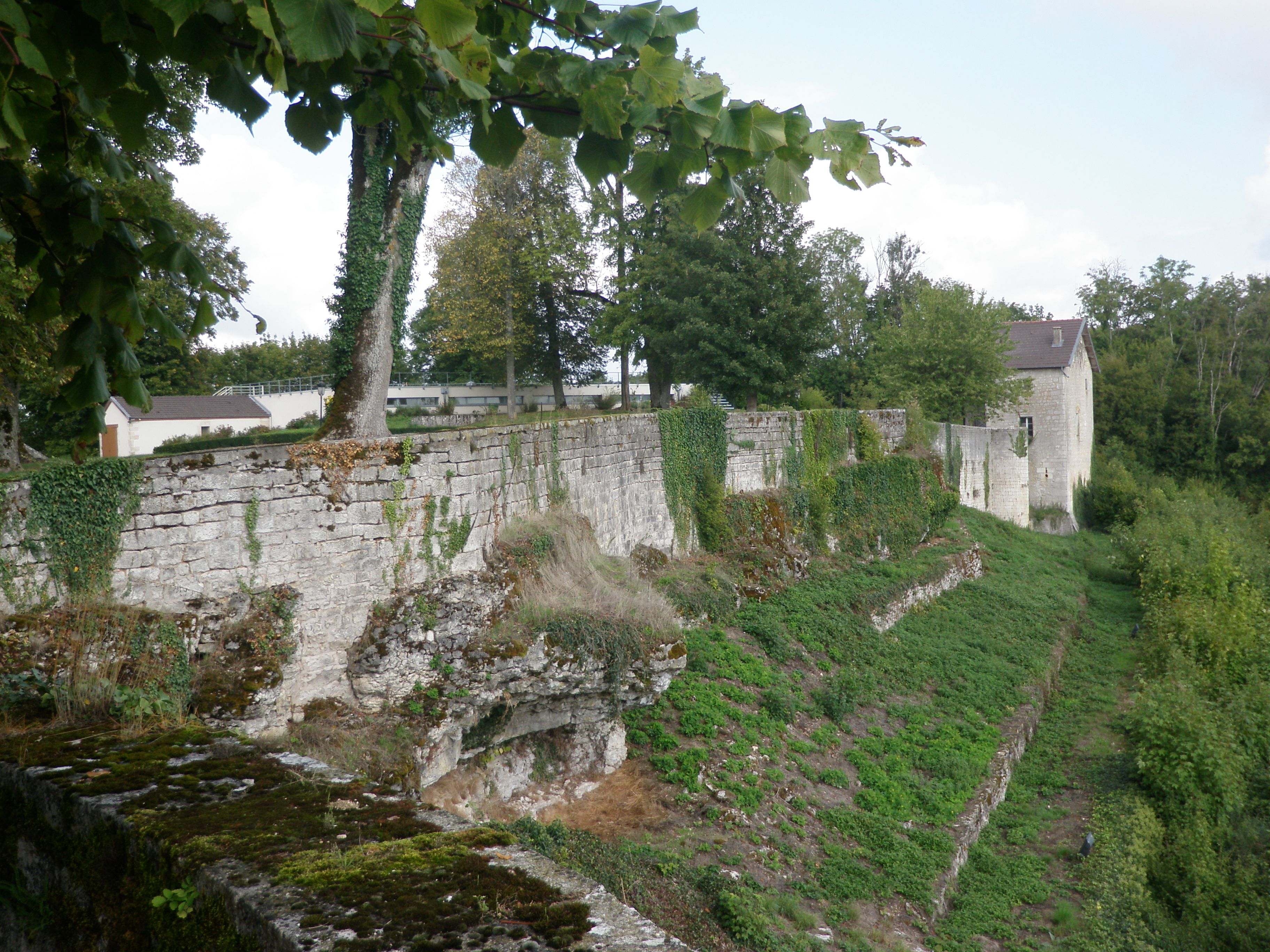
Remparts médiévaux
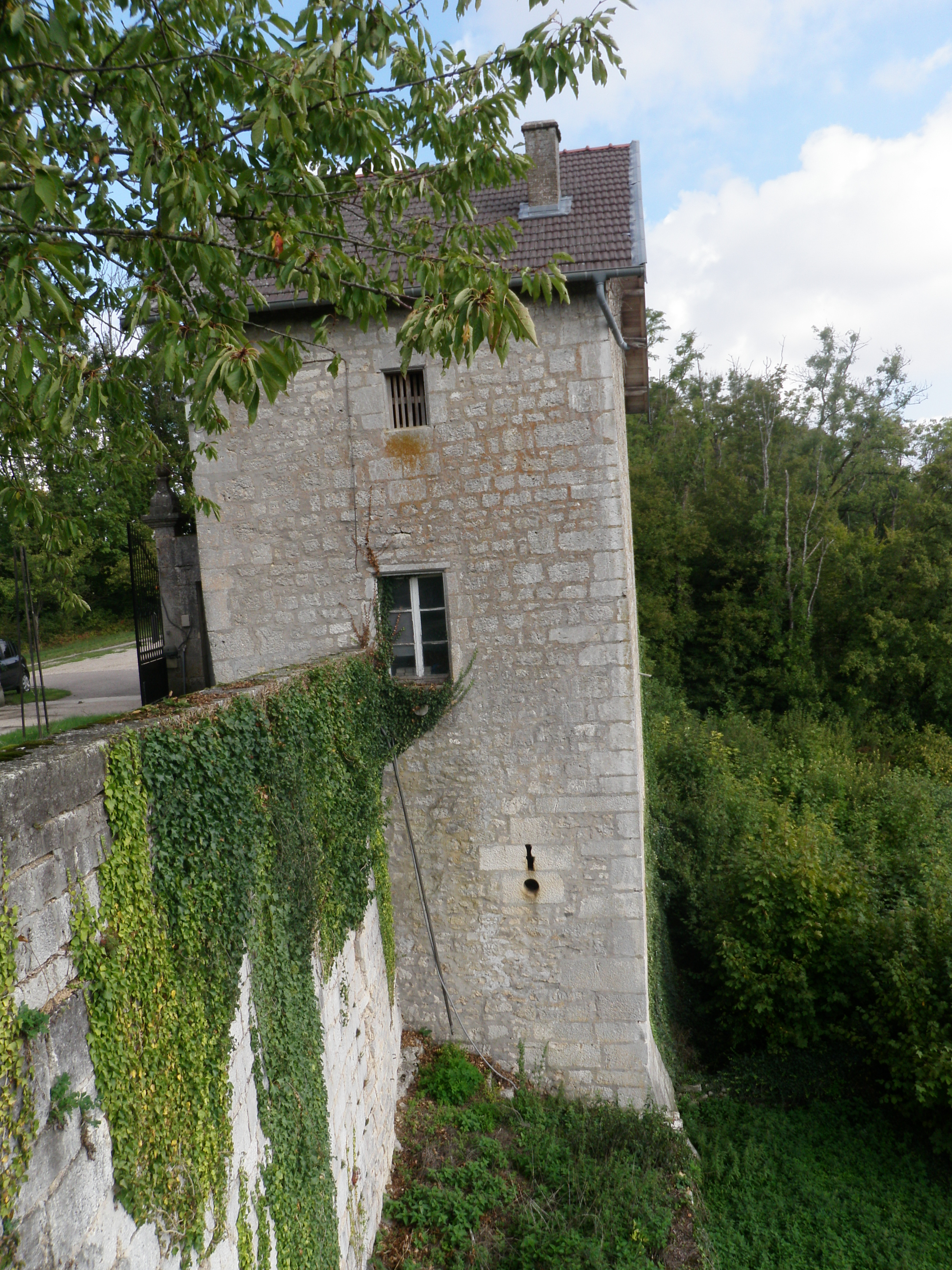
Pavillon d'entrée intégré dans les remparts médiévaux
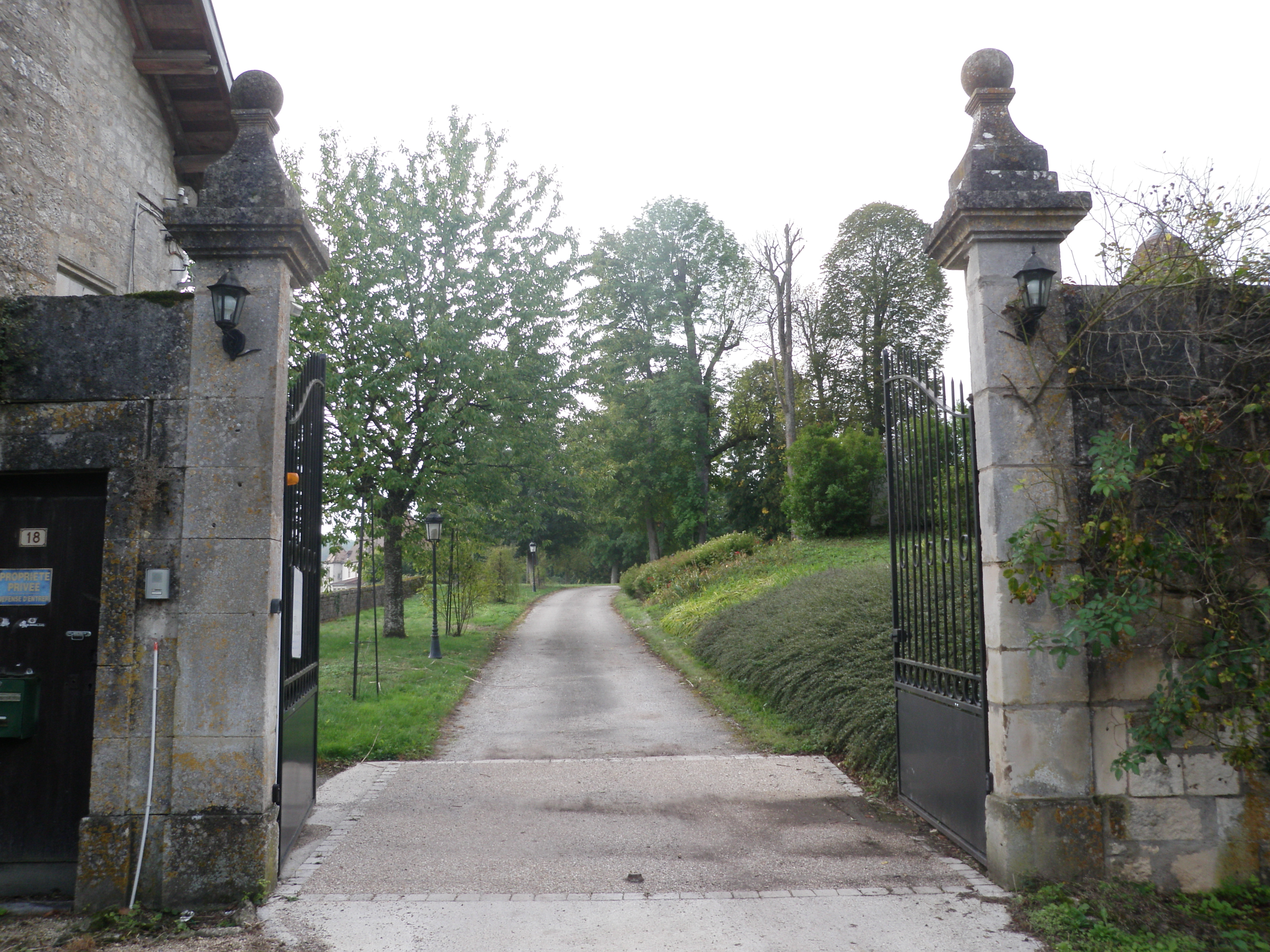
Portail d'entrée du nord
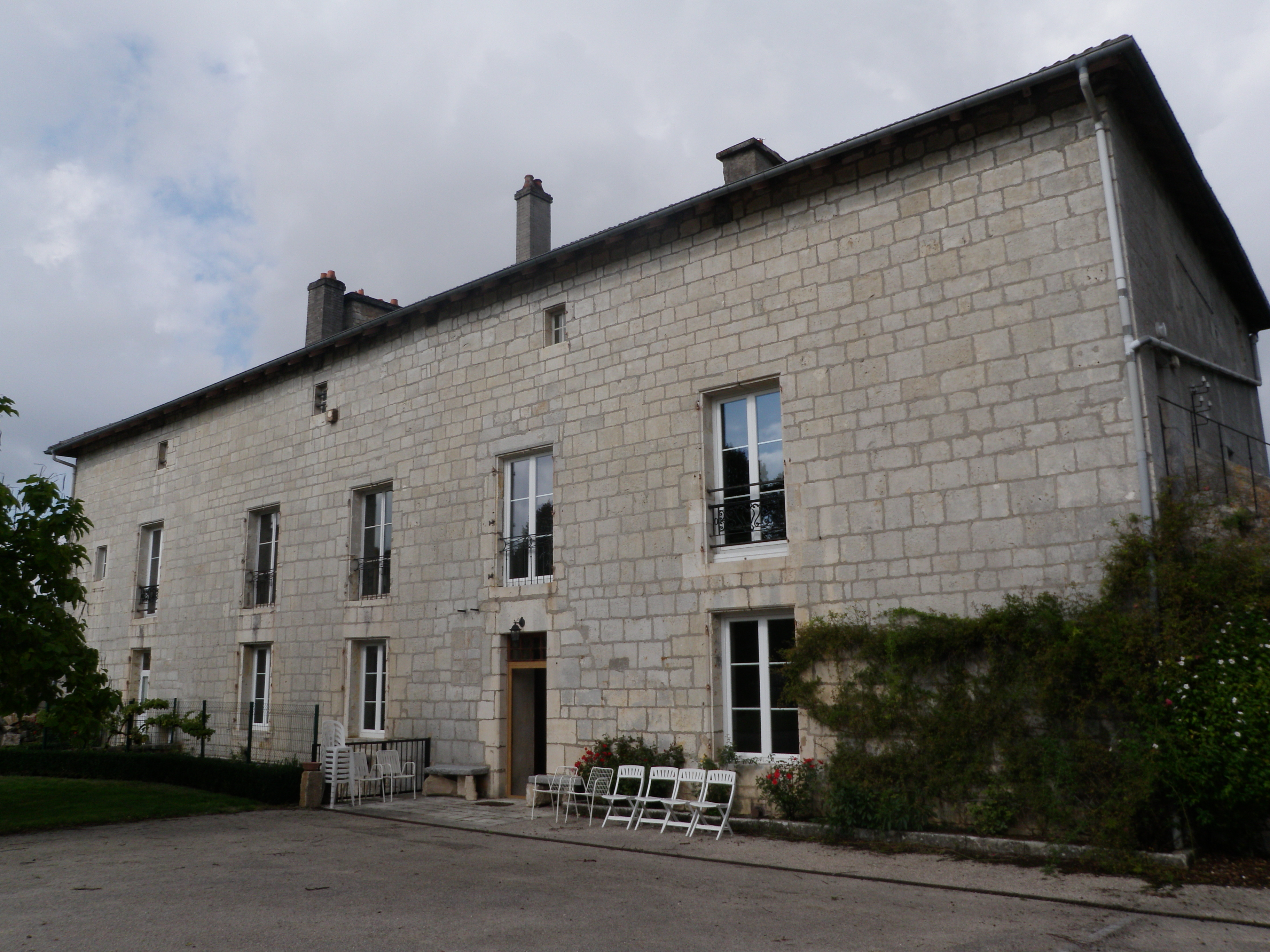
Façade sud-est du château de Couvonges
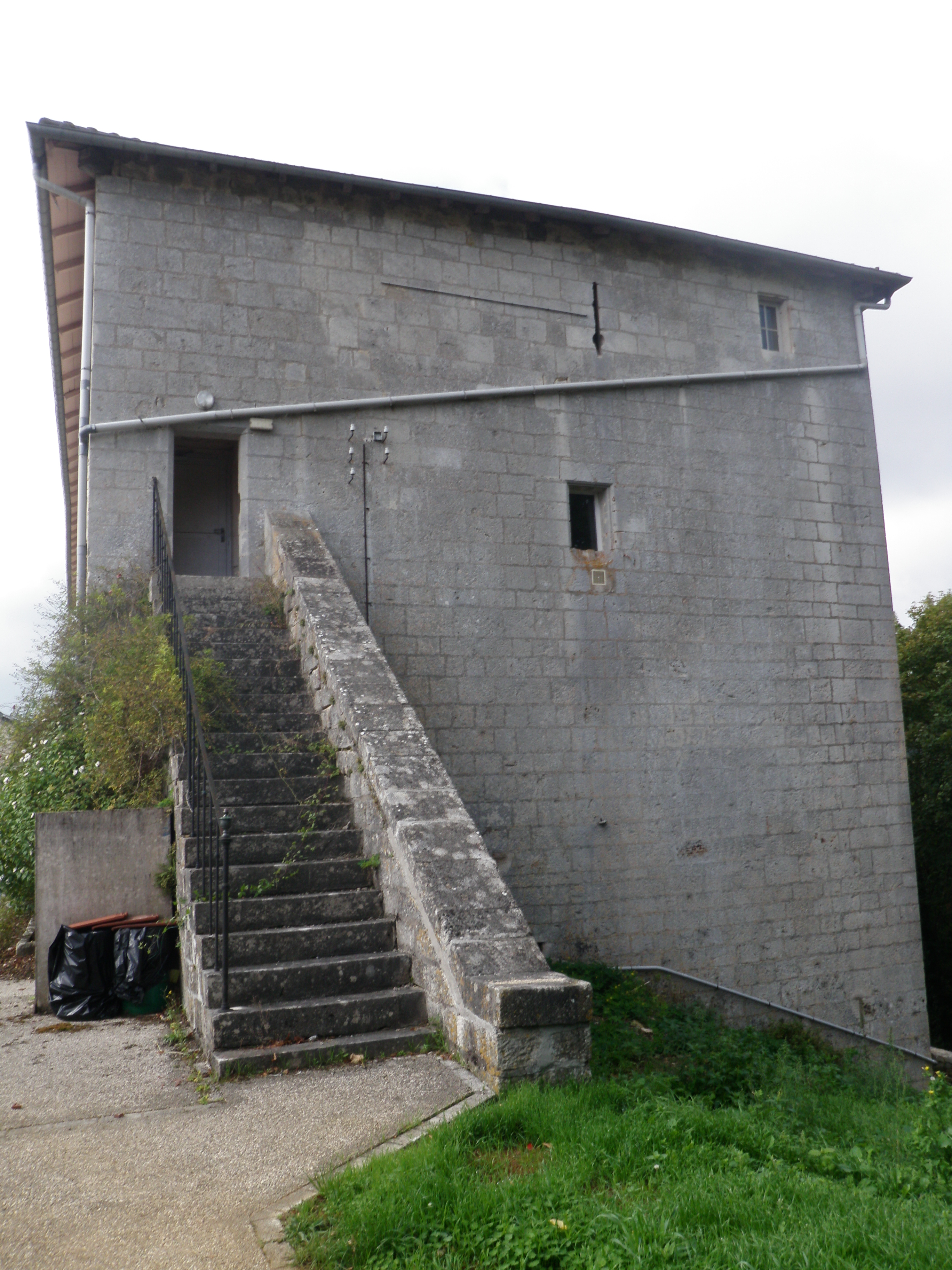
Façade nord-est du château de Couvonges
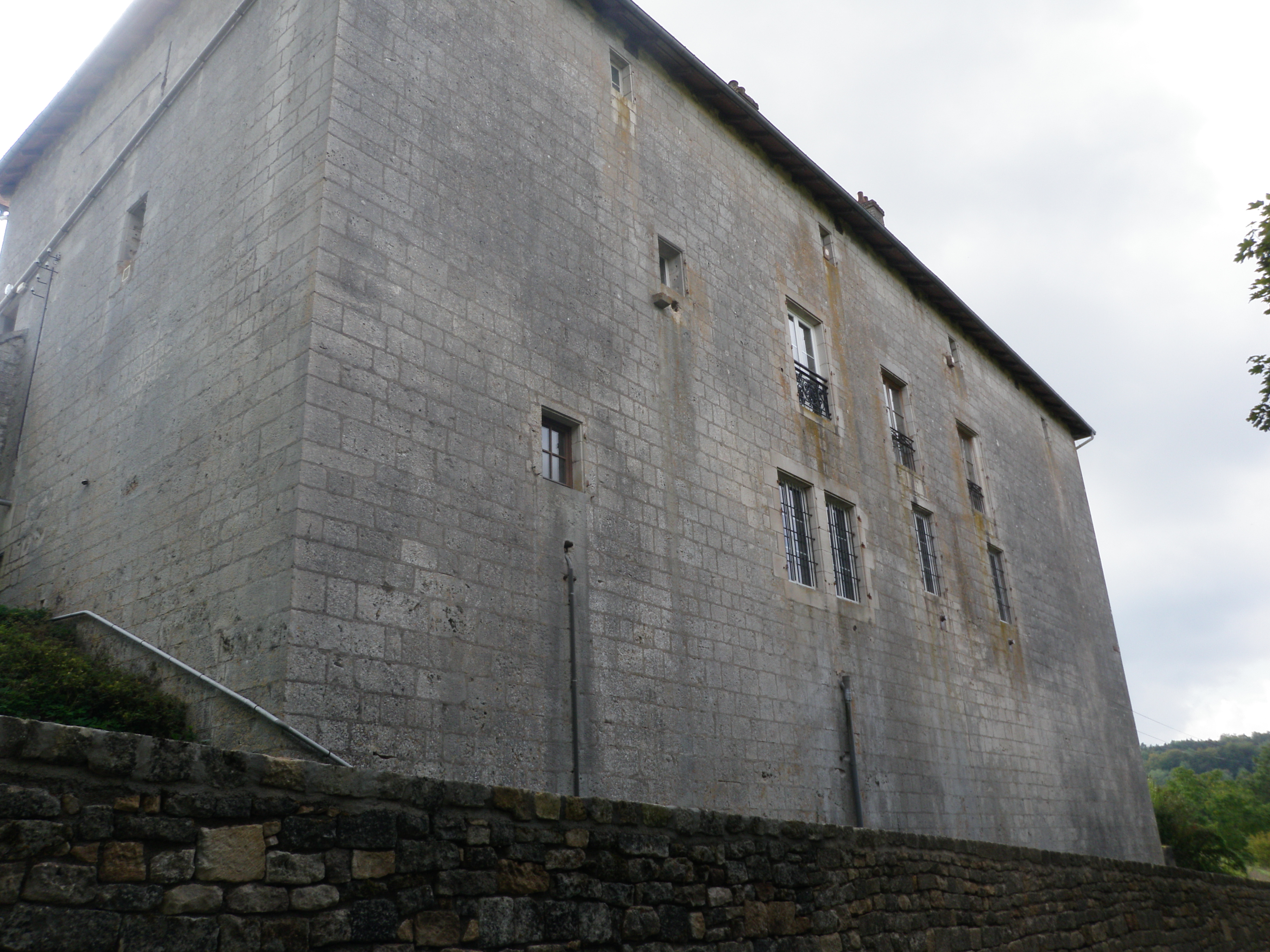
Façades nord-est et nord-ouest du château de Couvonges
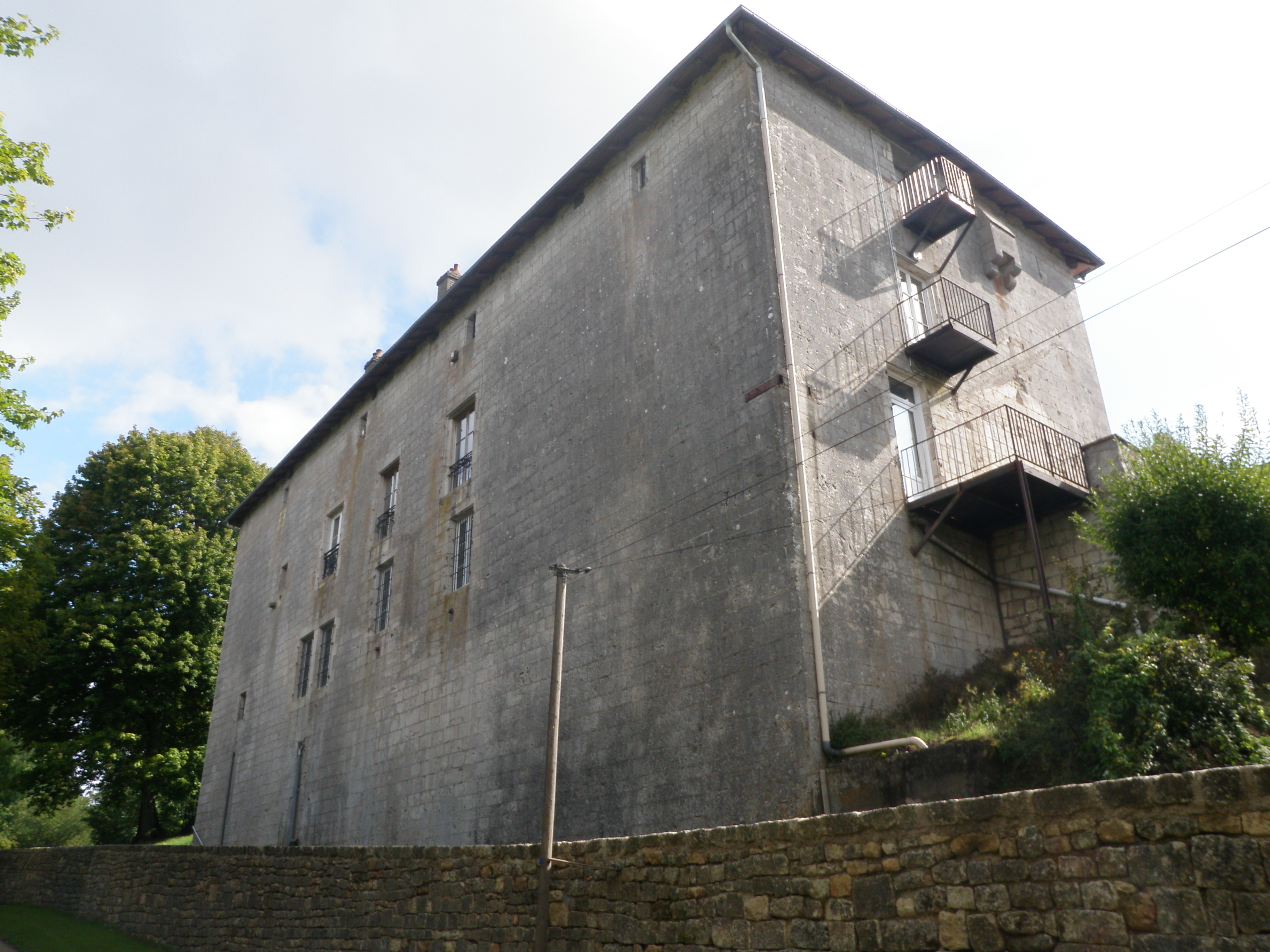
Façades nord-ouest et sud-ouest du château de Couvonges
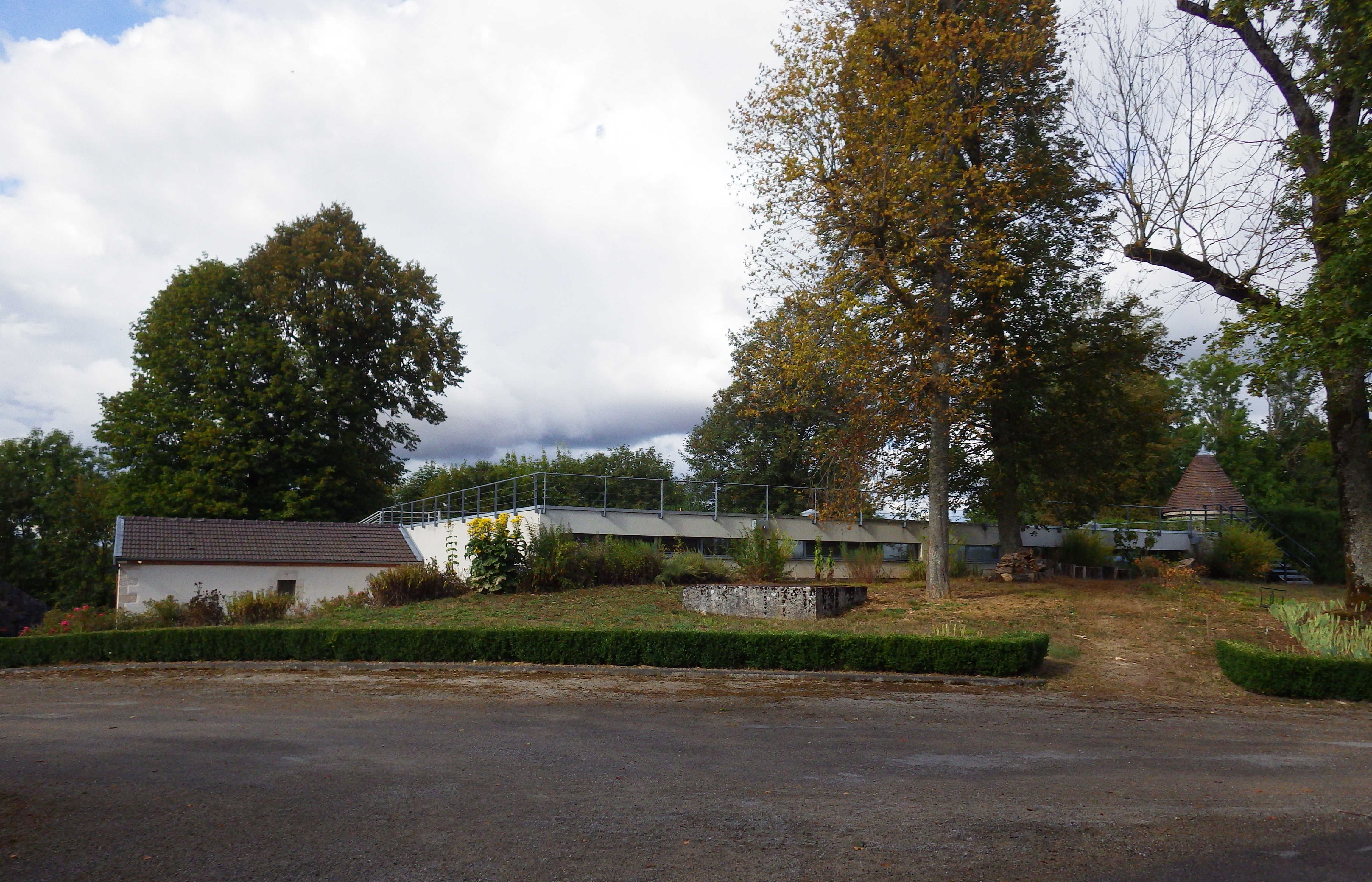
Musée automobile privé (extérieur)
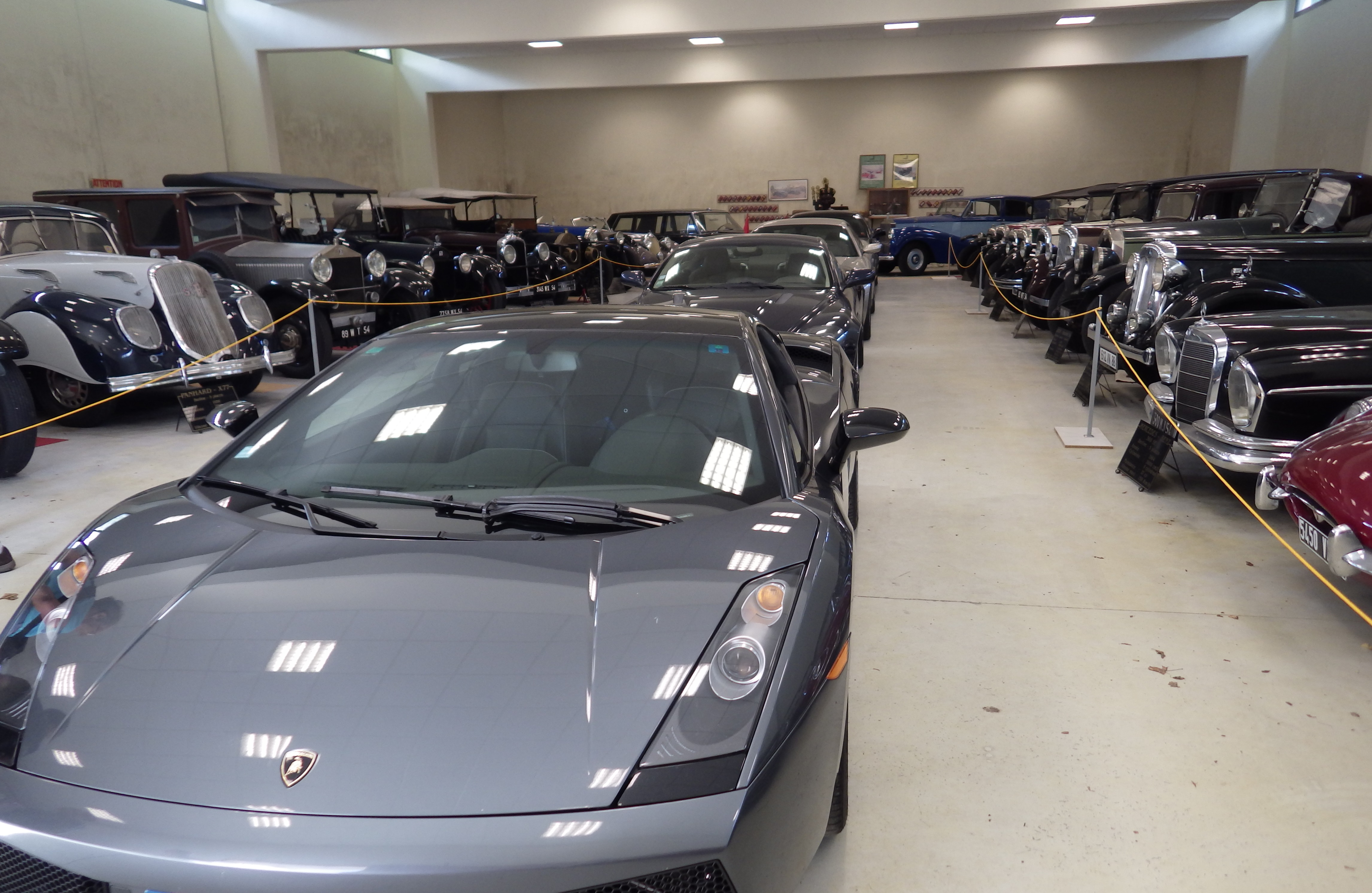
Musée automobile privé (Lamborghini au premier plan)

## Source
- Jean-François Michel, Châteaux des Vosges, Nouvelles Éditions latines  (ISBN 2-7233-0039-0)